# Euploea viola
Euploea viola är en fjärilsart som beskrevs av Butler 1866. Euploea viola ingår i släktet Euploea och familjen praktfjärilar. Inga underarter finns listade i Catalogue of Life.